# كلمات (ألبوم)
كلمات هو ألبوم غنائي لبناني للفنانة ماجدة الرومي أُصدر في العام 1991و من أهم أغانيه كلمات.

## أغاني ألبوم
1. بيروت ست الدنيا
2. الأيام
3. أنتَ وأنا
4. اسمع قلبي
5. كلمات
6. كلٌ يغني على ليلاه
7. ابحث عني 1994